# Ben van Berkel
Bernard Franciscus (Ben) van Berkel (Utrecht, 25 januari 1957) is een Nederlands architect. Van Berkel (Professor, Arch., AA Dipl. (Hons), (F)RIBA, Hon. FAIA) studeerde aan de Rietveld Academie in Amsterdam en behaalde in 1987 cum laude zijn diploma van de Architectural Association in Londen.

## Loopbaan
Samen met Caroline Bos richtte hij in 1988 Architectuurbureau van Berkel en Bos op. In 1998 richtten zij een nieuw bureau op: UNStudio (United Net). UNStudio is een netwerk van specialisten in architectuur, stedenbouw en infrastructuur. Van Berkel ontwierp onder andere de Erasmusbrug in Rotterdam, het Agoratheater in Lelystad, het Mercedes-Benzmuseum in Stuttgart, een loft in New York, een warenhuis in Seoel en het station Arnhem Centraal.
Naast zijn architectuurpraktijk geeft Ben van Berkel les aan verschillende universiteiten in binnen- en buitenland. Zo begeleidde hij Diploma Units van het Berlage Instituut in Rotterdam (1992-1993) en de Architectural Association in Londen (1999). Voordat hij in 2001 als decaan werd aangesteld bij de Städelschule Architecture Class in Frankfurt, was hij als gasthoogleraar verbonden aan onder andere de Columbia-universiteit, de Princeton-universiteit en de Harvard-universiteit. In 2011 ontving Ben van Berkel de Kenzo Tange Chair aan de Harvard Graduate School of Design. In zijn manier van lesgeven staat een integrale benadering van architectuur centraal waarbij virtuele en materiële organisatie en technische constructies geïntegreerd zijn.

## Persoonlijke onderscheidingen
- BNA Kubus (Station Arnhem Centraal) (2016)
- Honorary Fellowship AIA (2013)
- RIBA International Fellowship (2009)
- Charles Jencks Award (2007)
- 1822-Kunstpreis 2003 (Mercedes-Benz Museum, Stuttgart) (2003)
- Erelid van de Bund Deutsche Architekten (1997)
- Charlotte Köhler Prijs voor architectuur (1991)
- British Council Fellowship (1986)
- Eileen Gray Award (1983)
- Dutch Designer of the Year (2019)

## Projecten
Selectie van huidige projecten

- Ardmore Residence (2006-2013), Singapore
- Beijing New Scitech (2011), Mixed-use, Beijing, China
- Shenton Way (2010), Mixed-use, Singapore
- Singapore University of Technology and Design (2010), Singapore
- Scotts Road (2010), Singapore
- Entre Les Deux Portes (2010), Brussel, België
- Twofour54 (2009), Media Campus, Abu Dhabi, Verenigde Arabische Emiraten
- Raffles City (2008), Mixed-use, Hangzhou, China
- Post Rotterdam (2007), Rotterdam, Nederland
- Ponte Parodi (2000), Genua, Italië

Selectie van voltooide projecten

- Hoofdkantoor van Booking.com (2018-2023), Amsterdam
- Station Arnhem Centraal (1996-2015), Arnhem, Nederland
- Tentoonstelling Motion Matters (2011), Harvard University Graduate School of Design, Cambridge, Verenigde Staten
- New Amsterdam Chair (2011-2011), Wilde + Spieth
- Youturn Pavilion (2010), Biënnale van São Paulo, São Paulo, Brazilië
- SitTable (2010), PROOFF
- Diakonessenhuis (2009), Utrecht, Nederland
- Creative Zone Masterplan (2009), Beijing, China
- Twofour54 Media Center (2009), Abu Dhabi, Verenigde Arabische Emiraten
- Lock Island Bruggen(2008), Dubai, Verenigde Arabische Emiraten
- Mychair (2008), Walter Knoll
- New Amsterdam Pavilion (2008 - 2009), New York, Verenigde Staten
- Dienst Uitvoering Onderwijs en Belastingdienst (2007-2011), Groningen, Nederland
- Holiday Home (2006), Institute for Contemporary Art, Philadelphia, Verenigde Staten
- Star Place (2006-2008), Kaohsiung, Taiwan
- Onderzoekslaboratorium (2003-2008), Rijksuniversiteit Groningen, Groningen, Nederland
- Galleria (2003-2005), Seoul, Zuid-Korea
- UNStudio Toren (2003-2010), Zuidas Amsterdam, Nederland
- Theater Agora (2002-2007), Lelystad, Nederland
- Mercedes-Benz Museum (2001-2006), Stuttgart, Duitsland
- VilLA NM (2000-2007), Upstate New York, Verenigde Staten
- Prins Clausbrug (2001-2003), Utrecht, Nederland
- MUMUTH Muziekfaculteit en Theater (1998-2009), Universiteit Graz, Graz, Oostenrijk
- Toren Noord (2003), Apeldoorn, Nederland
- Möbius Huis (1993-1998), Naarden, Nederland
- Het Valkhof Museum (1995-1998), Nijmegen, Nederland
- Erasmusbrug (1991-1996), Rotterdam, Nederland

## Publicaties
Samen met Caroline Bos
- Reflections - Small Stuff by UNStudio (2010)
- Buy me a Mercedes-Benz, Actar, Barcelona 2006
- UNStudio Design Models, monografie, Thames & Hudson, Londen 2006
- UNStudio: Evolution of Space / Entwicklung des Raums, Deutsches Architektur Museum, Frankfurt a/M 2006
- Love it Live it, monografie, DD magazine, Seoel 2004
- UNFold, (Nai Publishers) Rotterdam 2002
- Move, (Goose Press) Amsterdam 1999
- ANY 23, Anyone Corporation, New York 1998
- Mobile Forces, monografie, Ernst & Sohn, Berlijn 1994
- Delinquent Visionaries, 010 Publishers Rotterdam 1993, herdruk 1994
- Ben van Berkel, monografie, 010 Publishers, Rotterdam 1992

Selectie van externe publicaties
- UNStudio in Motion, Phoenix Publishing and Media Group, Tianjin Ifengspace Culture &Media Co., Ltd, 2012
- Sollazzo, Andrea, Van Berkel Digitale - Diagrammi, Processi, Modelli Di UNStudio, EdilStampa, Rome 2010
- Bauwelt 17-2006. Een editie van Bauwelt die gewijd is aan het Mercedes-Benz Museum in Stuttgart
- Love it. Live it, DAMDI Architecture Publishers, Seoul 2004
- Gannon, Todd, UNStudio Erasmus Bridge, Princeton Architectural Press 2004
- Antonello, Marotta, Ben van Berkel, La Prospettiva rovesciata di UN Studio, Testo & Immagine, Torino 2003
- Carnevali, C., Delbene, G., Patteeuw, V., Geno(v)a, Developing and rebooting a waterfront city, NAi Publishers, Rotterdam 2003
- Ben van Berkel, El Croquis, Madrid 1995
- Ben van Berkel, 010 Publishers, Rotterdam 1992

## Galerij

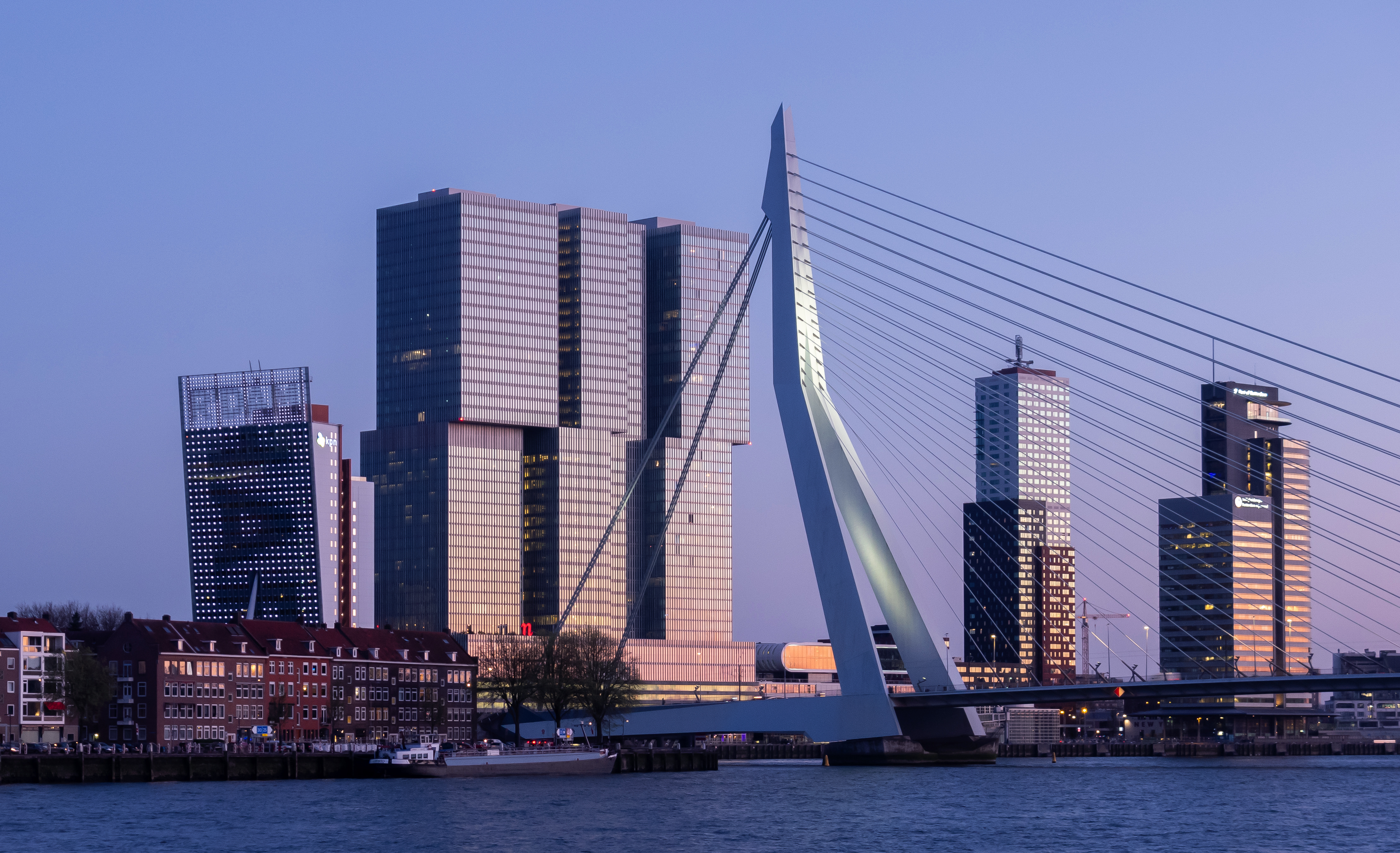
Erasmusbrug, Rotterdam
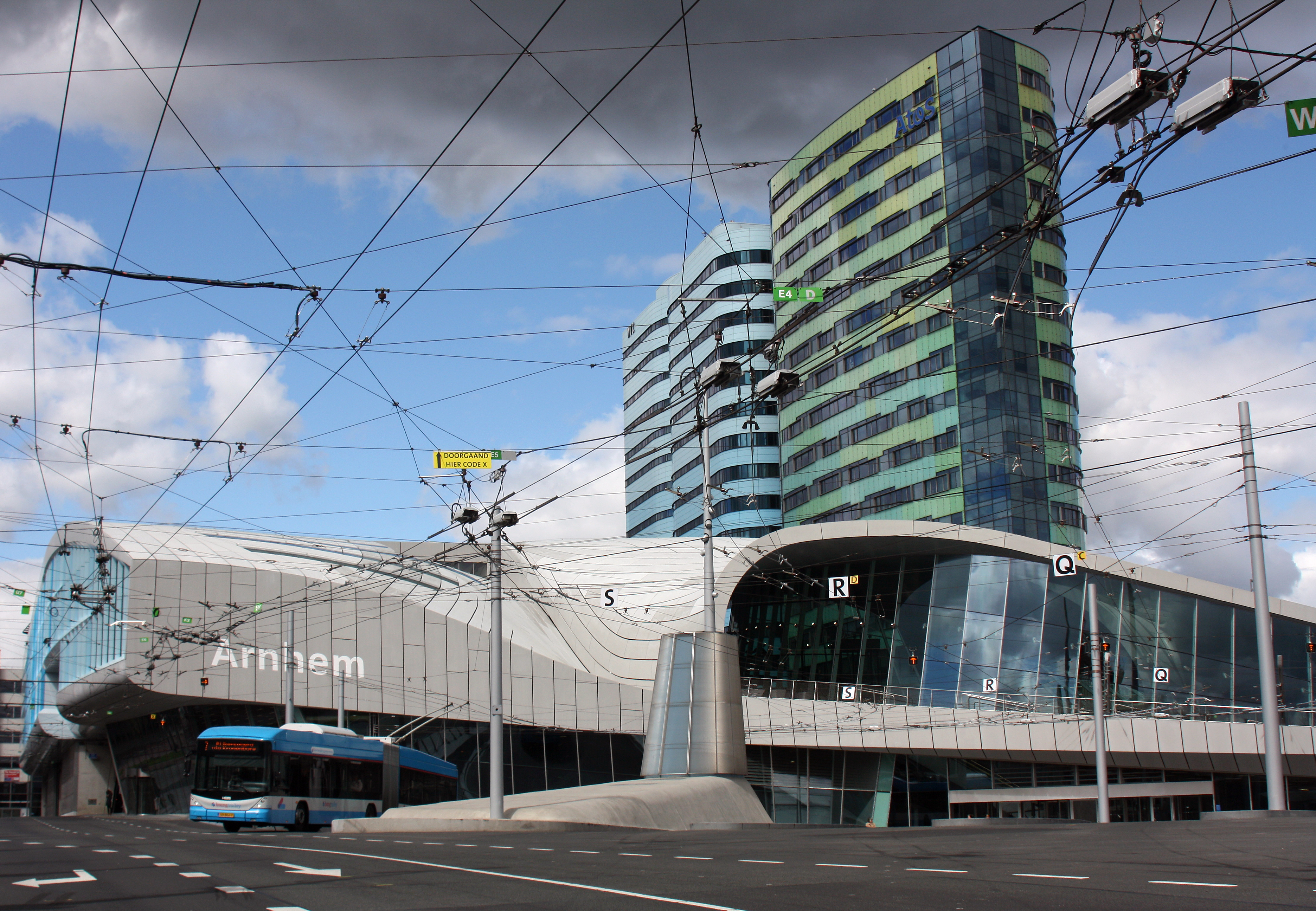
Centraal Station, Arnhem
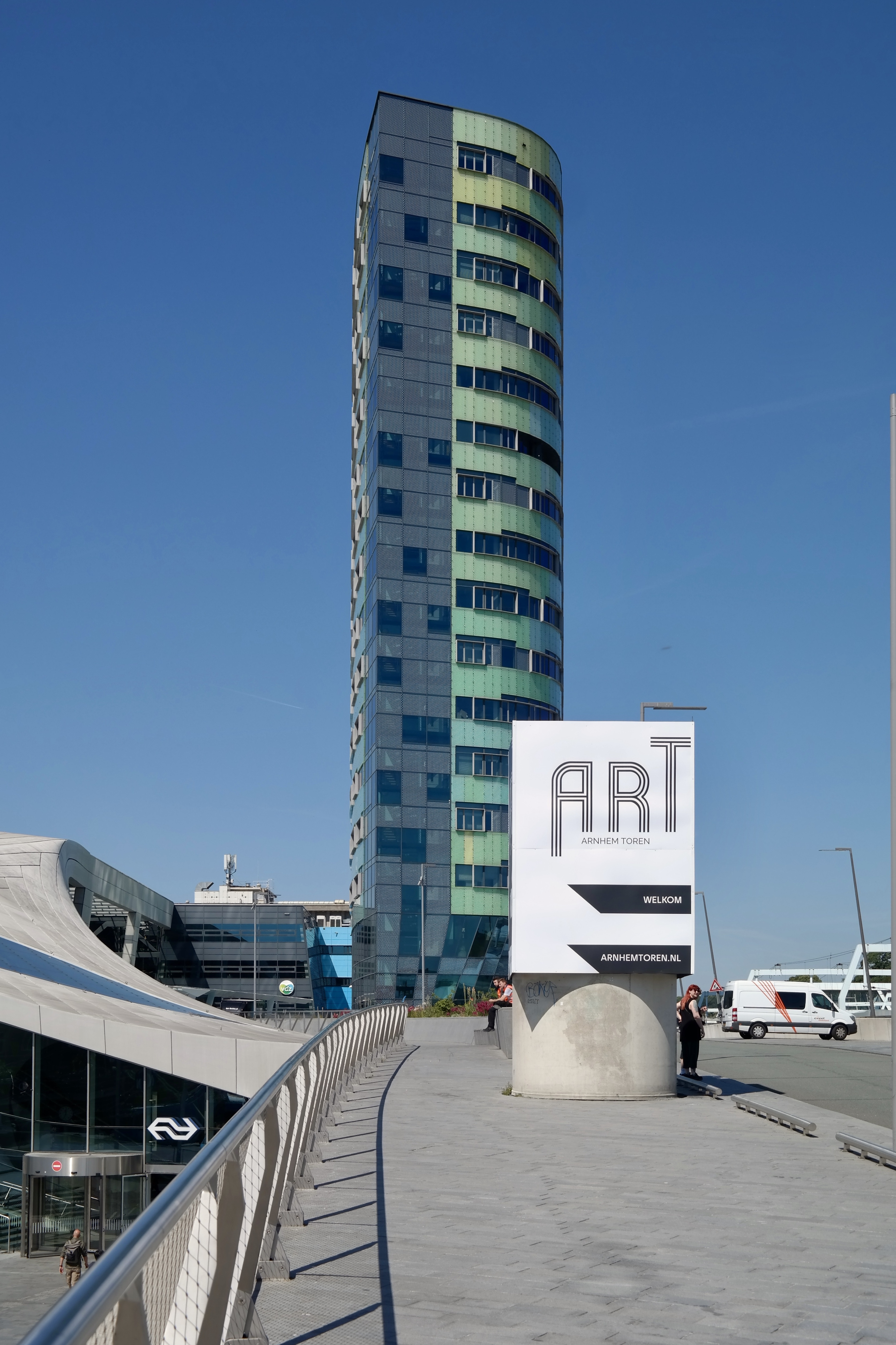
Parktoren, Arnhem
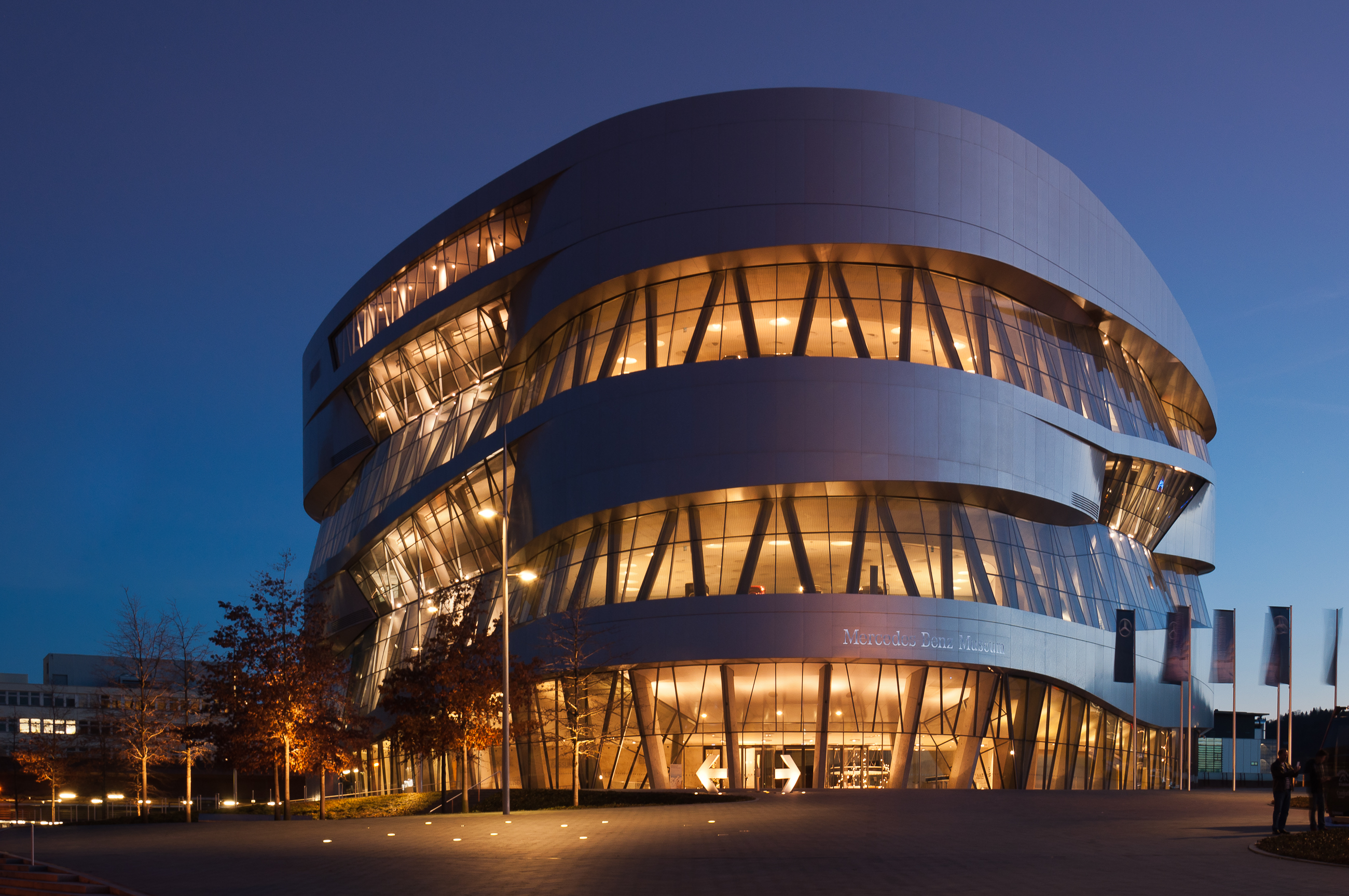
Mercedes-Benz Museum, Stuttgart
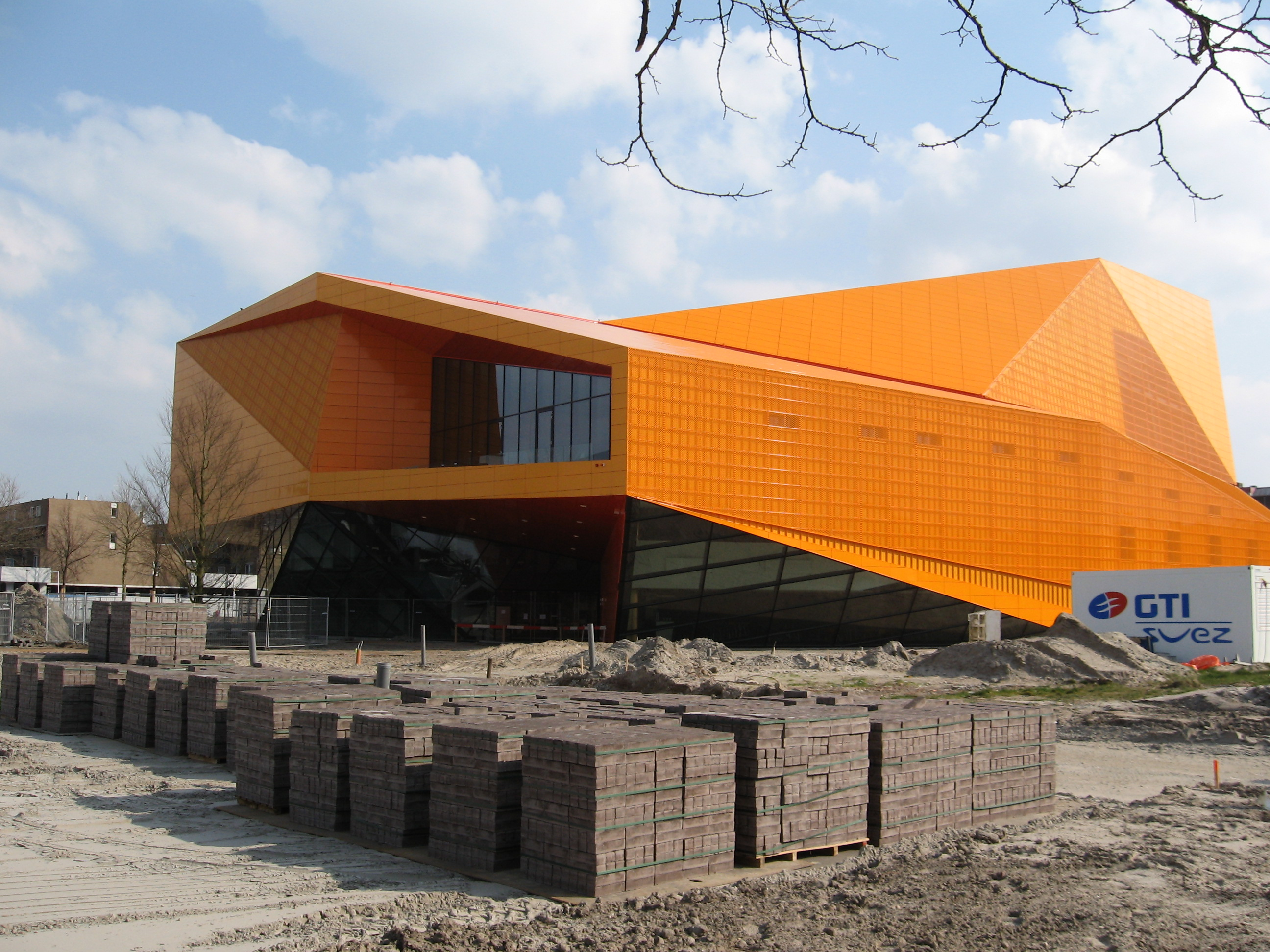
Agoratheater, Lelystad